# Pristaulacus bilobatus
Pristaulacus bilobatus är en stekelart som först beskrevs av Léon Abel Provancher 1878.  Pristaulacus bilobatus ingår i släktet Pristaulacus och familjen vedlarvsteklar. Inga underarter finns listade i Catalogue of Life.